# Massacre des 43 tirailleurs sénégalais à Clamecy

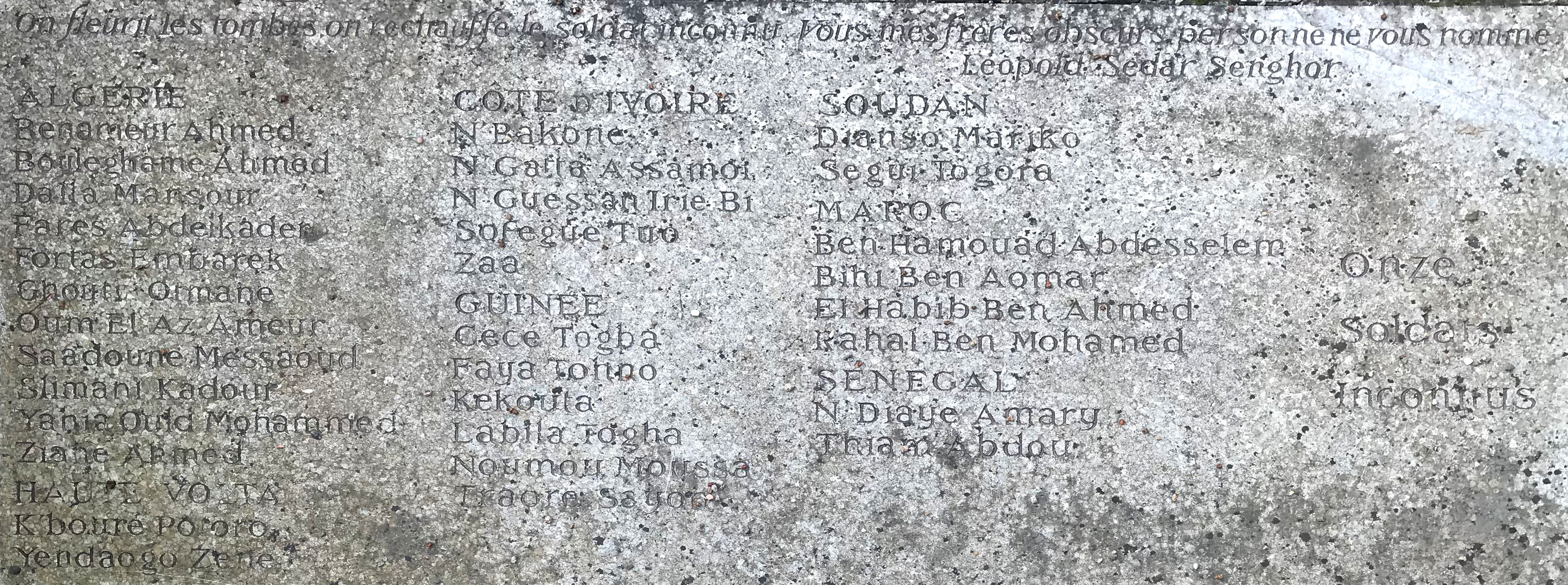
Liste des victimes, sur le Monument aux 43 soldats français africains.

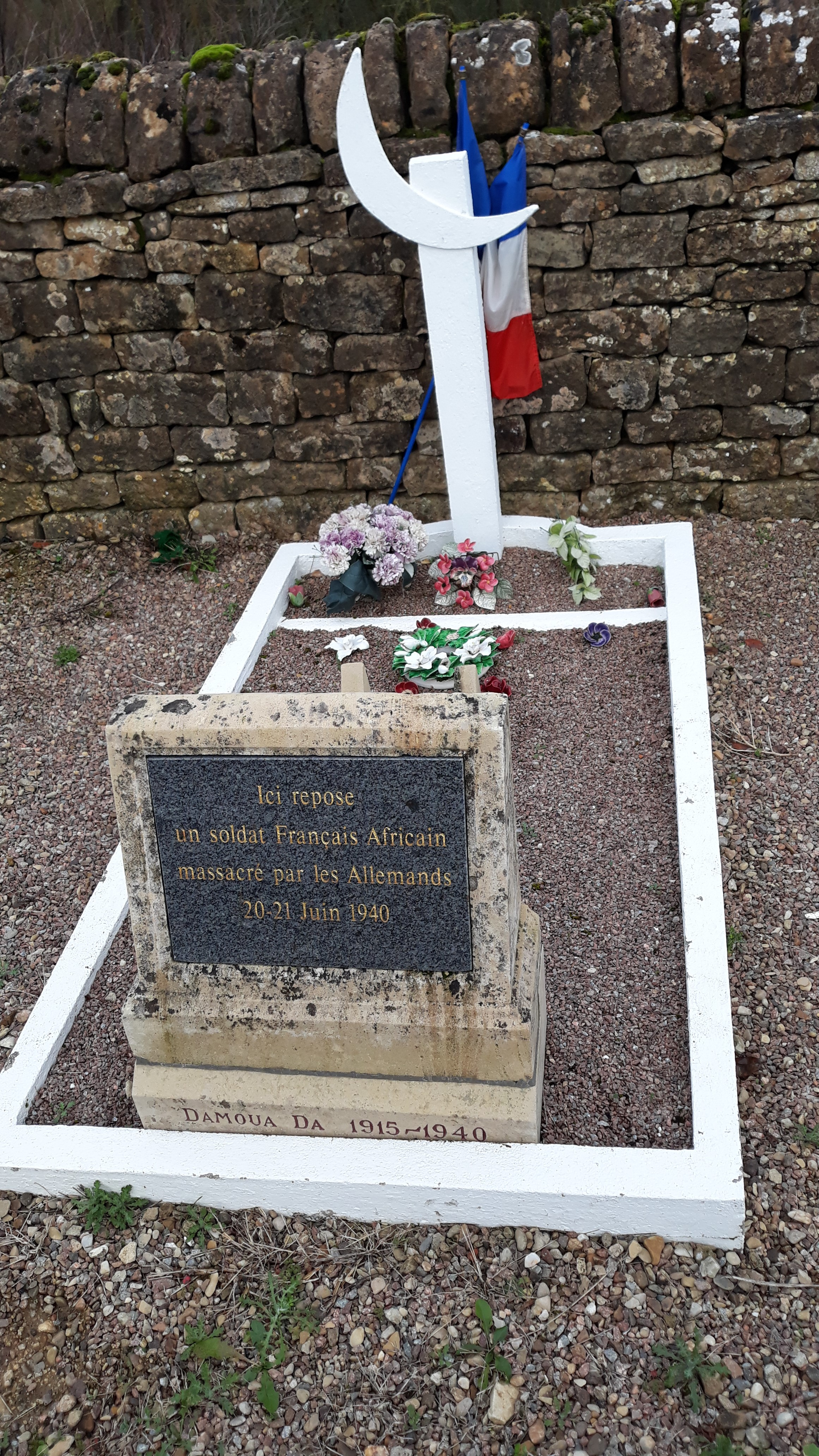
Tombe du tirailleur dit « le » ayant temporairement échappé au massacre.

Le massacre des 43 tirailleurs sénégalais à Clamecy est un épisode de la Seconde Guerre mondiale survenu en juin 1940 à Clamecy en France.
Entre le 18 et le 21 juin 1940, quarante-quatre soldats des troupes coloniales françaises, faits prisonniers de guerre au cours de la bataille de France, sont assassinés par les Allemands pour la seule raison de leur couleur de peau.
Les autorités allemandes ont refusé l'inhumation des corps des victimes pendant cinq jours.
Les quarante-trois soldats, initialement inhumés au cimetière de Clamecy, ont été transférés en 1959 à la nécropole nationale de Fleury-les-Aubrais.

## Origine des victimes
Parmi les trente-deux tirailleurs identifiés, on dénombre :
- onze Algériens ;
- six Guinéens[5] ;
- cinq Ivoiriens ;
- quatre Marocains ;
- deux Soudanais (Maliens) ;
- deux Voltaïques (Burkinabés) ;
- deux Sénégalais.

Onze individus sont inconnus.
Un douzième inconnu, dit « le 44e fusillé », réussit dans un premier temps à s'échapper avant d'être abattu dans la cour d'une ferme voisine. Inhumé sur place, sa dépouille est ensuite transférée au cimetière d'Oisy. Il est identifié en 2018 comme Damoua Da de Baccaria né en 1915 au Maroc.

## Hommages
- Dès 1943, la Résistance intérieure française organise une cérémonie le 11 novembre 1943, faisant mémoire des tirailleurs morts pour la France et dénonçant le racisme nazi[7].
- Le Monument aux 43 soldats français africains de Robert Pouyaud se dresse non loin du lieu des exécutions[8] et est inauguré le 20 juin 1948[7].
- Les 43 Tirailleurs est un documentaire de Mireille Hannon qui raconte l'histoire du massacre (2011, 68 min)[9].